# Aethopyga saturata
La nettarinia golanera (Aethopyga saturata Hodgson, 1836) è una specie di uccello della famiglia Nectariniidae.

## Sistematica
Aethopyga saturata ha dieci sottospecie:
- Aethopyga saturata saturata
- Aethopyga saturata assamensis
- Aethopyga saturata galenae
- Aethopyga saturata petersi
- Aethopyga saturata sanguinipectus
- Aethopyga saturata anomala
- Aethopyga saturata wrayi
- Aethopyga saturata ochra
- Aethopyga saturata cambodiana
- Aethopyga saturata johnsi

## Distribuzione e habitat
Si trova in Bangladesh, Bhutan, Cambogia, Cina, India, Laos, Malaysia, Myanmar, Nepal, Pakistan, Thailandia e Vietnam. Il suo habitat naturale sono le foreste tropicali o subtropicali umide o quelle tropicali montane umide.